# La Grande Séduction
Pour plus de détails, voir Fiche technique et Distribution.
La Grande Séduction est un film québécois de Jean-François Pouliot sorti en 2003. 

## Synopsis
Sainte-Marie-la-Mauderne est un petit village situé en Basse-Côte-Nord, accessible uniquement par les voies aériennes et maritimes (c'est le village réel de Harrington Harbour qui tient lieu de plateau de tournage). Traditionnellement axée vers la pêche, l'économie est complètement à plat dans cette bourgade de 120 habitants. Un projet d'implantation d'une usine de contenants de plastique permettrait de relancer ce village, où l'exode se fait fort, et redonner une fierté perdue à tous les habitants.
Toutefois, un obstacle se dresse quant à l'arrivée de cette industrie à Sainte-Marie : aucun médecin n'y réside. Le nouveau maire du village, Germain Lesage (Raymond Bouchard), aidé de son ami pêcheur Yvon Brunet (Pierre Collin) et du directeur « guichet automatique » de la caisse populaire du coin, Henri Giroux (Benoît Brière), de leurs épouses respectives et de tous les habitants du village, tentera de convaincre le docteur Christopher Lewis (David Boutin) de Montréal, grand amateur de cricket et de jazz-fusion, de s'installer à Sainte-Marie-la-Mauderne. Les techniques aussi sophistiquées qu'hilarantes utilisées par le maire et les habitants ressemblent toutefois à une grotesque tromperie, une grande séduction qui ne tient qu'à un mince fil.

## Fiche technique
Source : IMDb et Films du Québec
- Titre original : La Grande Séduction
- Réalisation : Jean-François Pouliot
- Scénario : Ken Scott
- Musique : Jean-Marie Benoît
- Direction artistique : Normand Sarrazin
- Costumes : Louise Gagné
- Maquillage : Nadine Gilliot
- Coiffure : Gaétan Landry
- Photographie : Allen Smith
- Son : Claude Hazanavicius, Marcel Pothier, Michel Descombes
- Montage : Dominique Fortin
- Production : Roger Frappier et Luc Vandal
- Société de production : Max Films
- Sociétés de distribution : Alliance Atlantis Vivafilm
- Budget : 5,7 millions $ CA
- Pays de production :  Canada
- Tournage : septembre 2002 à Harrington Harbour
- Langue originale : français
- Format : couleurs - 1,85:1 - 35 mm
- Genre : comédie dramatique
- Durée : 110 minutes
- Dates de sortie :
  - France : 20 mai 2003 (festival de Cannes), 28 avril 2004 (sortie nationale)
  - Canada : 11 juillet 2003 (sortie en salle au Québec)
  - Suisse : 28 avril 2004 (Suisse romande)
  - Belgique : 26 mai 2004
  - Canada : février 2009 (DVD)
  - Canada : 22 décembre 2020 (VSD)[3]

## Distribution
- Raymond Bouchard : Germain Lesage
- David Boutin : Dr Christopher Lewis
- Benoît Brière : Henri Giroux
- Pierre Collin : Yvon Brunet
- Clémence DesRochers : Clothilde Brunet
- Rita Lafontaine : Hélène Lesage
- Lucie Laurier : Ève Beauchemin
- Bruno Blanchet : Steve Laurin
- Roc LaFortune : Charles Campeau
- Guy-Daniel Tremblay : Rolland Lesage
- Nadia Drouin : Simone Lesage
- Dominik Michon-Dagenais : Germain Lesage enfant
- Réal Bossé : Denis Lacoste
- Guy Vaillancourt : Claude Larivée
- Ken Scott : Richard Auger
- Jean-Pierre Gonthier : Réal Fournier
- Marc Legault : Marcel Sigouin
- Caroline Bouchard : Lucie Giroux
- Betty Jones : Marlène Giroux
- Denis Houle : barman
- Claude Gasse : serveuse de restaurant
- Nadia Rowsell : Valérie Fournier
- Alexandrine Agostini : Francine Fournier
- Gilles Pelletier : Alphonse Pinsonneault
- Frédéric Desager : Dr Paul Gosselin
- Philippe Daneault : le coureur
- Marie-France Lambert : Sylvie Auger
- Louis-Philippe Dury : Jules Auger
- Raphaël Grenier-Benoît : Jacob Auger
- Daniel Rousse : Marcel Thibodeau
- Caroline Néron : voix de Brigitte
- Louis Wiriot : cuisinier
- Serge Christiaenssens : Monsieur Nadeau
- Donald Pilon : Monsieur Dupré
- Luc-Martial Dagenais : avocat
- Nathalie Gascon : Madame Martin
- Gisèle Trépanier : Denise Campeau
- Véronique Pinette : Chloé Landry
- Manon Gauthier : Mireille Laurin
- Louis-Philippe Dandenault : Bertrand Pitt
- population de Harrington Harbour : Sainte-Marie-la-Mauderne

## Autour du film

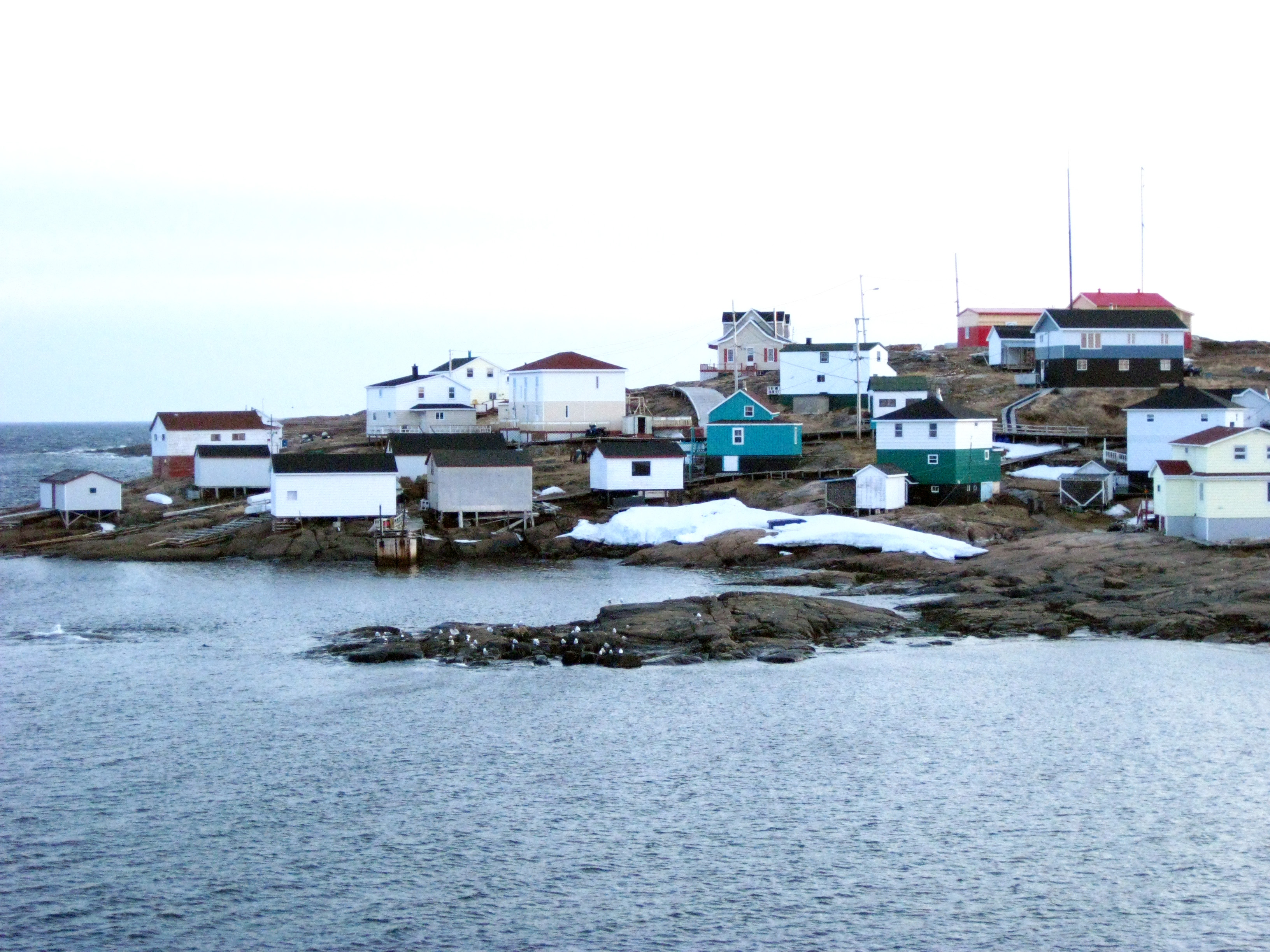
Harrington Harbour

Le village d'Harrington Harbour et la Basse-Côte-Nord en général ont connu un regain d'intérêt de la part des Québécois et d'autres touristes. Le Nordik Express, navire qui faisait la liaison entre Havre-Saint-Pierre et les villages de la Basse-Côte-Nord, a été pris d'assaut par les touristes qui voulaient absolument visiter Harrington Harbour. Le village est maintenant desservi par le Bella Desgagnés depuis 2013.
Cet intérêt a aussi touché l'Europe francophone, où a également été présenté le film, notamment au Festival de Cannes de 2003, comme film de clôture de la Quinzaine des réalisateurs.

## Remakes
Un remake canadien anglophone du film, La Grande Séduction à l'anglaise (The Grand Seduction), réalisé par Don McKellar et écrit par le même Ken Scott, sort en 2013. L'action y est localisée à Terre-Neuve. 
Le remake français Un village presque parfait réalisé par Stéphane Meunier, sort en 2015, et est transposé dans un village pyrénéen imaginaire : Saint-Loin-la-Mauderne. 
Le remake italien Un paese quasi perfetto est réalisé en 2016 par  Massimo Gaudioso. Il transpose l'histoire dans un petit village imaginaire : Pietramezzana, dont le nom résulte de la fusion de ceux de Pietrapertosa et Castelmezzano en Basilicate.
Le remake mexicain La gran seducción est dirigé en 2023 par Celso R. Garcia. L'histoire se passe dans un village de pêcheurs appelé Santa Maria. Dans cette version, le docteur est amateur de musique rock et de football américain.